# Б-37 (подводная лодка)
Б-37 — советская подводная лодка проекта 641 из состава Северного флота. 11 января 1962 года на ней произошёл взрыв, что привело к полному разрушению 1-го и 2-го отсеков лодки и последующему её затоплению возле пирса на глубине 10 метров.

## История строительства
Б-37 была заложена 18 июля 1958 года на заводе № 196 «Судомех» в Ленинграде. Спуск на воду состоялся 5 ноября того же года. В мае 1959 года переведена по Беломорско-Балтийскому каналу на достроечную базу в Северодвинск для прохождения сдаточных испытаний, и 5 ноября 1959 года вступила в строй. 3 января 1960 года вошла в состав 33-й дивизии подводных лодок Северного флота с базированием на Полярный.

## История службы
В августе 1960 года приняла участие в учениях «Метеор» в Атлантическом океане.
В 08.22 11 января 1962 года на лодке взорвался боезапас — 11 торпед. Первый и второй отсеки были полностью уничтожены, лодка практически мгновенно затонула. 59 человек экипажа, находившиеся на борту, погибли, в живых остался  командир, которого взрывом сбросило с палубы лодки в воду, и тринадцать членов экипажа (три человека находились вне подводной лодки, 7 человек были спасены через люк 7-го отсека, 3 человека покинули лодку через надстройку). В результате взрыва была повреждена и затонула находившаяся рядом подлодка С-350 проекта 633, на ней погибло 11 человек. Из состава экипажей других ПЛ погибло 4 человека, из состава резервного экипажа № 154 — 1 человек, из состава береговой базы 4-й эскадры ПЛ — 4 человека.
Всего погибло 79 человек. Ранено – 52 человека, в том числе один гражданский.
Работы по подъёму лодок заняли 22 дня. Некоторое время Б-37 стояла у пирса с заглушкой на месте оторванной носовой части. Правительственная комиссия не смогла установить причину взрыва. Основные версии: случайный выстрел из оружия вахтенного, нерегламентный ремонт торпеды паяльной лампой, дефект торпеды.
7 мая 1963 года Б-37 была выведена из состава флота и отправлена на переработку.